# Рыжиково (Московская область)
Рыжиково — деревня в Серпуховском районе Московской области. Входит в состав Васильевского сельского поселения (до 29 ноября 2006 года входила в состав Васильевского сельского округа).

## Население
| 2002 | 2006 | 2010 |
| ---- | ---- | ---- |
| 22   | ↘17  | ↗21  |

## География
Рыжиково расположено примерно в 16 км (по шоссе), на север от Серпухова, на безымянном левом притоке реки Нара, высота центра деревни над уровнем моря — 173 м. На 2016 год в деревне зарегистрировано 13 садовых товариществ.